# Arturo Silot
Arturo Silot Torres (ur. 13 marca 2001) – kubański zapaśnik walczący w stylu wolnym. Olimpijczyk z Paryża 2024, gdzie zajął dziewiąte miejsce w kategorii do 97 kg. Zajął osiemnaste miejsce na mistrzostwach świata w 2023 roku. 
Srebrny medalista igrzysk panamerykańskich w 2023, a także mistrzostw panamerykańskich w 2022, 2023, 2024 i 2025. Mistrz igrzysk Ameryki Środkowej i Karaibów w 2023. Wygrał igrzyska panamerykańskie młodzieży w 2021. Pierwszy na mistrzostwach panamerykańskich juniorów w 2021 roku.